# Ixworth Thorpe
Ixworth Thorpe is een civil parish in het bestuurlijke gebied St. Edmundsbury, in het Engelse graafschap Suffolk met 60 inwoners.